# Zeitschrift für philosophische Forschung
Die Zeitschrift für philosophische Forschung (ZphF) ist eine 1945/46 von Georgi Schischkoff begründete Fachzeitschrift für Philosophie. Sie erscheint quartalsweise im Verlag Vittorio Klostermann, Frankfurt am Main, und wird von Gerhard Ernst und Christof Rapp herausgegeben. Sie ist neben der Allgemeinen Zeitschrift für Philosophie (AZP) das Organ der gleichfalls von Schischkoff initiierten Deutschen Gesellschaft für Philosophie.
Die ZphF widmet sich allen Problemgebieten, Strömungen und Spezialisierungen der Philosophie in historischer wie systematischer Hinsicht. Sie verbindet die verschiedenen philosophischen Disziplinen und bringt hermeneutische und sprachanalytische Philosophie, Wissenschaftstheorie, Ethik, Ästhetik und Politische Philosophie miteinander ins Gespräch. Die in ihr publizierten Abhandlungen durchlaufen ein anonymes Begutachtungsverfahren (double-blind peer-review beziehungsweise double-masked review). Die Gutachter stammen in der Regel aus dem Kreis des Beirats und der Mitwirkenden.
Bei der Gründung der Zeitschrift ging es Georgi Schischkoff nicht nur um die Wiederaufnahme des philosophischen Diskurses im Nachkriegsdeutschland, sondern auch um eine moralisch-politische Erneuerung. So beginnt das erste Heft des Frühjahrs 1946 mit einem Beitrag des Herder- und Leibnizforschers Kurt Huber, der der Widerstandsgruppe Weiße Rose angehörte und 1943 hingerichtet worden war. Zudem erschien aus Anlass des 300. Geburtstages von Leibniz aus Hubers Nachlass die Abhandlung Leibniz und wir. Schischkoffs Programm, „eine wirklich freie philosophische Diskussion“ in alle Richtungen zu ermöglichen, fühlt sich die Zeitschrift für philosophische Forschung bis heute verpflichtet.